# Santa Clara (canton)
Pour les articles homonymes, voir Santa Clara.
Santa Clara est un canton d'Équateur situé dans la province de Pastaza.

## Démographie
Selon un census effectué en 2001, la population était de 3 029 habitants.